# わたがし (back numberの曲)
「わたがし」は、back numberの6枚目のシングル。

## 解説
- 5thシングル「日曜日」から約2ヶ月ぶりのリリース。
- ジャケット・PVには山本美月が出演。

## 収録曲
- 全作詞作曲：清水依与吏、編曲：back number（特記除く）
- 3rdアルバム『blues』収録(#1,2)

1. わたがし（編曲：back number & soundbreakers）
  - TBS系「COUNT DOWN TV」2012年7月度オープニングテーマ
2. 平日のブルース
  - メ〜テレ「ドデスカ!」番組テーマ曲
  - 清水曰く、「2011年の年末にバンドを辞めようと思った時にできた曲。パーキングエリアに車が停まった時に雪を見ているとメロディが出てきて、その編曲を考えてたら楽しくなった」[2]。
  - また、清水はこの曲に対して「自身を救ってくれたメロディ」と話している[2]。
3. 君の代わり
4. わたがし (instrumental)
5. 平日のブルース (instrumental)
6. 君の代わり (instrumental)